# Cupha melichrysos
Cupha melichrysos är en fjärilsart som beskrevs av Mathew 1887. Cupha melichrysos ingår i släktet Cupha och familjen praktfjärilar. Inga underarter finns listade i Catalogue of Life.